# Vražda Tibora Danihela
K rasově motivované vraždě Tibora Danihela došlo v Písku 24. září 1993. Tibor Danihel (* 25. září 1975) patřil mezi čtveřici Romů, kterou skinheadi zahnali v centru města Písek do řeky Otavy. Mladík se ve studené vodě utopil, zbylí tři se zachránili.
Znalci našli v moči všech čtyř zvýšenou hladinu toluenu a podle soudního lékaře ta mohla být příčinou Danihelova utonutí. Okresní soud v Písku v prosinci 1995 nepravomocně uznal Jaroslava Churáčka  a Milana Brata vinnými násilím proti skupině obyvatel a ublížením na zdraví, a každého z nich odsoudil na rok odnětí svobody s dvouletou podmínkou. Dalších 16 obžalovaných mladíků bylo osvobozeno (z celkových 18 obžalovaných jich bylo 13 mladistvých). Po sérii dalších projednávání pravomocně odsoudil Krajský soud v Táboře v říjnu 1998 Jaroslava Churáčka, Zdeňka Habicha a Martina Pomijeho (v době činu všechny nezletilé) za vraždu, přičemž ve zdůvodnění rozsudku byl zdůrazněn rasový motiv vraždy. Všichni tři odsouzení dostali nepodmíněné tresty, Churáček 8,5 roku, Habich 7,5 roku a Pomije 7 let.
Rasově motivované zločiny v Česku po roce 1990 nesouvisely jen se subkulturou rasistických skinheads.[zdroj⁠?!] Řada těchto zločinů se stala i díky převládajícím náladám ve společnosti a nevšímavosti nebo více či méně tichému souhlasu většiny.[zdroj⁠?!] Reakcí byla i emigrační vlna Romů 2000.[zdroj⁠?!]